# Atrebanus
Atrebanus, auch Attrobatanus (* 8. Jahrhundert; † 782 in Meldorf in Dithmarschen) war ein missionierender Mönch.

## Leben
Er war wahrscheinlich Schüler des Bischofs Willehad aus Bremen und versuchte die durch Karl den Großen angesetzte Missionierung der Sachsen im Raum Dithmarschen zu betreiben. Zusammen mit Emming, Benjamin und Gerival seien sie Gefährten des Priesters Folkard gewesen. Atrebanus wurde nach den Quellenangaben im Jahre 782 in Dithmarschen erschlagen.